# Стрибки у воду на Літній універсіаді 2013 — трамплін, 1 метр (чоловіки)
Змагання зі стрибків у воду з метрового трампліна серед чоловіків на XXVII Всесвітньої Літній Універсіаді пройшли 6 і 8 липня 2013 року у Палаці водних видів спорту Казані, Росія.

## Формат
Змагання зі стрибків у воду з метрового трампліну складаються з трьох етапів:
- Попередній раунд: 24 спортсмена виконують 5 стрибків; 2 найкращих спортсмена виходять безпосередньо до фіналу, решта 10 — у півфінал, спортсмени, що зайняли парні місця з 4-го по 12-е, будуть стрибати у зворотному порядку в півфіналі A, що зайняли непарні місця з 3-го по 11-е — у зворотному порядку в півфіналі B.
- Півфінал: 10 спортсменів виконують 5 стрибків; 3 найкращих спортсмена у кожному півфіналі виходять до фіналу, де, залежно від набраних очок, вони виступають у зворотному порядку.
- Фінал: 8 спортсменів виконують 5 стрибків; результати півфіналу обнуляються, три найкращих спортсмени отримують золоті, срібні та бронзові медалі, відповідно.

## Розклад
Дано Московський час (UTC+4) 
| Дата                    | Час         | Етап                      |
| ----------------------- | ----------- | ------------------------- |
| субота, 6 липня 2013    | 11:00 13:40 | Попередній раунд Півфінал |
| понеділок, 8 липня 2013 | 14:15       | Фінал                     |

## Результати
Зеленим кольоромвиділені фіналісти.
| Місце | Стрибун          | Попередній раунд | Попередній раунд | Півфінал          | Півфінал          | Фінал      | Фінал      | Фінал      | Фінал      | Фінал      | Фінал      | Фінал      | Фінал      |
| Місце | Стрибун          | Очки             | Місце            | Очки              | Місце             | Стрибок 1  | Стрибок 2  | Стрибок 3  | Стрибок 4  | Стрибок 5  | Стрибок 6  | Очки       | Місце      |
| ----- | ---------------- | ---------------- | ---------------- | ----------------- | ----------------- | ---------- | ---------- | ---------- | ---------- | ---------- | ---------- | ---------- | ---------- |
| 1     | Цзінь Лінь       | 434,30           | 1                | Пройшов до фіналу | Пройшов до фіналу |            |            |            |            |            |            |            |            |
| 2     | Євген Новосьолов | 396,50           | 2                | Пройшов до фіналу | Пройшов до фіналу |            |            |            |            |            |            |            |            |
| 3     | Анджей Жешутек   | 386,15           | 5                | 415,20            | 1                 |            |            |            |            |            |            |            |            |
| 4     | Роммель Пачеко   | 386,50           | 4                | 410,35            | 2                 |            |            |            |            |            |            |            |            |
| 5     | Гаррі Джонс      | 369,25           | 8                | 405,50            | 3                 |            |            |            |            |            |            |            |            |
| 6     | Сергій Назін     | 389,95           | 3                | 405,45            | 4                 |            |            |            |            |            |            |            |            |
| 7     | Тянь Цинь        | 380,65           | 6                | 397,10            | 5                 |            |            |            |            |            |            |            |            |
| 8     | Костянтин Бляха  | 364,40           | 9                | 395,30            | 6                 |            |            |            |            |            |            |            |            |
| 9     | Яель Кастільо    | 375,70           | 7                | 375,05            | 7                 | Не пройшов | Не пройшов | Не пройшов | Не пройшов | Не пройшов | Не пройшов | Не пройшов | Не пройшов |
| 10    | Семюел Дорман    | 328,30           | 12               | 366,45            | 8                 | Не пройшов | Не пройшов | Не пройшов | Не пройшов | Не пройшов | Не пройшов | Не пройшов | Не пройшов |
| 11    | Андреа Біллі     | 323,10           | 13               | 351,90            | 9                 | Не пройшов | Не пройшов | Не пройшов | Не пройшов | Не пройшов | Не пройшов | Не пройшов | Не пройшов |
| 12    | Амунд Гісмервік  | 330,45           | 11               | 334,35            | 10                | Не пройшов | Не пройшов | Не пройшов | Не пройшов | Не пройшов | Не пройшов | Не пройшов | Не пройшов |
| 13    | Юрій Кунаков     | 356,40           | 10               | Не пройшов        | Не пройшов        | Не пройшов | Не пройшов | Не пройшов | Не пройшов | Не пройшов | Не пройшов | Не пройшов | Не пройшов |
| 14    | Ахмад Азман      | 322,15           | 14               | Не пройшов        | Не пройшов        | Не пройшов | Не пройшов | Не пройшов | Не пройшов | Не пройшов | Не пройшов | Не пройшов | Не пройшов |
| 15    | Філіп Бекер      | 316,45           | 15               | Не пройшов        | Не пройшов        | Не пройшов | Не пройшов | Не пройшов | Не пройшов | Не пройшов | Не пройшов | Не пройшов | Не пройшов |
| 16    | Антуан Катель    | 314,00           | 16               | Не пройшов        | Не пройшов        | Не пройшов | Не пройшов | Не пройшов | Не пройшов | Не пройшов | Не пройшов | Не пройшов | Не пройшов |
| 17    | Пак Чжі Хо       | 304,05           | 17               | Не пройшов        | Не пройшов        | Не пройшов | Не пройшов | Не пройшов | Не пройшов | Не пройшов | Не пройшов | Не пройшов | Не пройшов |
| 18    | Дарсі Тейлор     | 302,90           | 18               | Не пройшов        | Не пройшов        | Не пройшов | Не пройшов | Не пройшов | Не пройшов | Не пройшов | Не пройшов | Не пройшов | Не пройшов |
| 19    | І Вей Чю         | 300,55           | 19               | Не пройшов        | Не пройшов        | Не пройшов | Не пройшов | Не пройшов | Не пройшов | Не пройшов | Не пройшов | Не пройшов | Не пройшов |
| 20    | Коді Яно         | 299,70           | 20               | Не пройшов        | Не пройшов        | Не пройшов | Не пройшов | Не пройшов | Не пройшов | Не пройшов | Не пройшов | Не пройшов | Не пройшов |
| 21    | Кім Чжин Йон     | 288,70           | 21               | Не пройшов        | Не пройшов        | Не пройшов | Не пройшов | Не пройшов | Не пройшов | Не пройшов | Не пройшов | Не пройшов | Не пройшов |
| 22    | Алехандро Іслас  | 276,60           | 22               | Не пройшов        | Не пройшов        | Не пройшов | Не пройшов | Не пройшов | Не пройшов | Не пройшов | Не пройшов | Не пройшов | Не пройшов |
| 23    | Ян Матос         | 248,75           | 23               | Не пройшов        | Не пройшов        | Не пройшов | Не пройшов | Не пройшов | Не пройшов | Не пройшов | Не пройшов | Не пройшов | Не пройшов |
| 24    | Закарі Ніс       | 223,95           | 24               | Не пройшов        | Не пройшов        | Не пройшов | Не пройшов | Не пройшов | Не пройшов | Не пройшов | Не пройшов | Не пройшов | Не пройшов |
| 25    | Адріан Герга     | 219,60           | 25               | Не пройшов        | Не пройшов        | Не пройшов | Не пройшов | Не пройшов | Не пройшов | Не пройшов | Не пройшов | Не пройшов | Не пройшов |